# Věznice Jiřice
Věznice Jiřice je nápravné zařízení, které stojí nedaleko středočeské obce Jiřice v okresu Nymburk. Je profilována jako věznice s ostrahou s oddělením pro výkon trestu s dozorem. Trest zde vykonávají pouze dospělí muži. Celková kapacita je 766 míst, z toho 120 pro oddělení s dozorem. Věznice má 285 zaměstnanců, z toho 161 příslušníků vězeňské a justiční stráže.

## Historie
Jiřická věznice vznikla v polovině 90. let 20. století rekonstrukcí kasárenských objektů, které v minulosti sloužily jako hlavní velitelství sovětských vojenských jednotek (nedaleko odtud leží někdejší centrum sovětské okupační armády – Milovice). Zřízena byla rozkazem ministra spravedlnosti ze dne 1. srpna 1991. Zprovoznění věznice předcházely dvě etapy rekonstrukce. První z nich, během které vzniklo 120 míst v oddělení s dozorem, byla ukončena v polovině roku 1994, druhá byla ukončena v říjnu 2001. Do plného provozu byla věznice uvedena ještě před ukončením rekonstrukčních prací dne 10. července 2000.

## Provoz věznice
Vedení věznice usiluje o vysokou míru zaměstnanosti vězňů. Ti většinou pracují mimo objekt věznice v zemědělské nebo strojírenské výrobě, příp. uvnitř věznice v kuchyni, skladech, truhlářské dílně apod. Odsouzení mají také možnost dobrovolně pracovat v neplacených činnostech, jako jsou pomocné práce v sadu a při úklidu venkovních a vnitřních ploch věznice.
Pro vězně jsou zajištěny vzdělávací programy, výuka cizích jazyků nebo základů výpočetní techniky, pracovního i trestního práva a forem sociálního zabezpečení. Po úspěšném ukončení lze získat certifikát, který slouží jako doklad o absolvování rekvalifikačního kurzu. Výrobky z rukodělného kroužku věznice poskytuje dětem z dětských domovů, ústavům sociální péče či mateřským školkám. Věznice spolupracuje s probační a mediační službou, církvemi a různými nevládními organizacemi a je v úzkém kontaktu se sociálními pracovníky.